# Amorphophallus bulbifer
Amorphophallus bulbifer là một loài thực vật có hoa trong họ Ráy (Araceae). Loài này được (Roxb.) Blume mô tả khoa học đầu tiên năm 1837.

## Hình ảnh

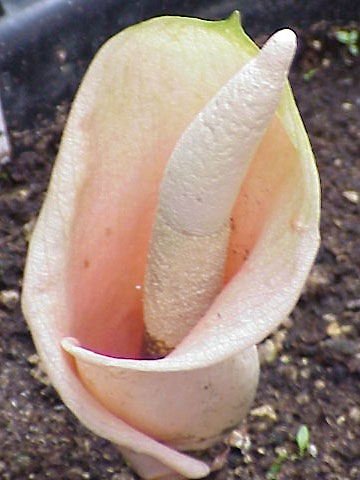
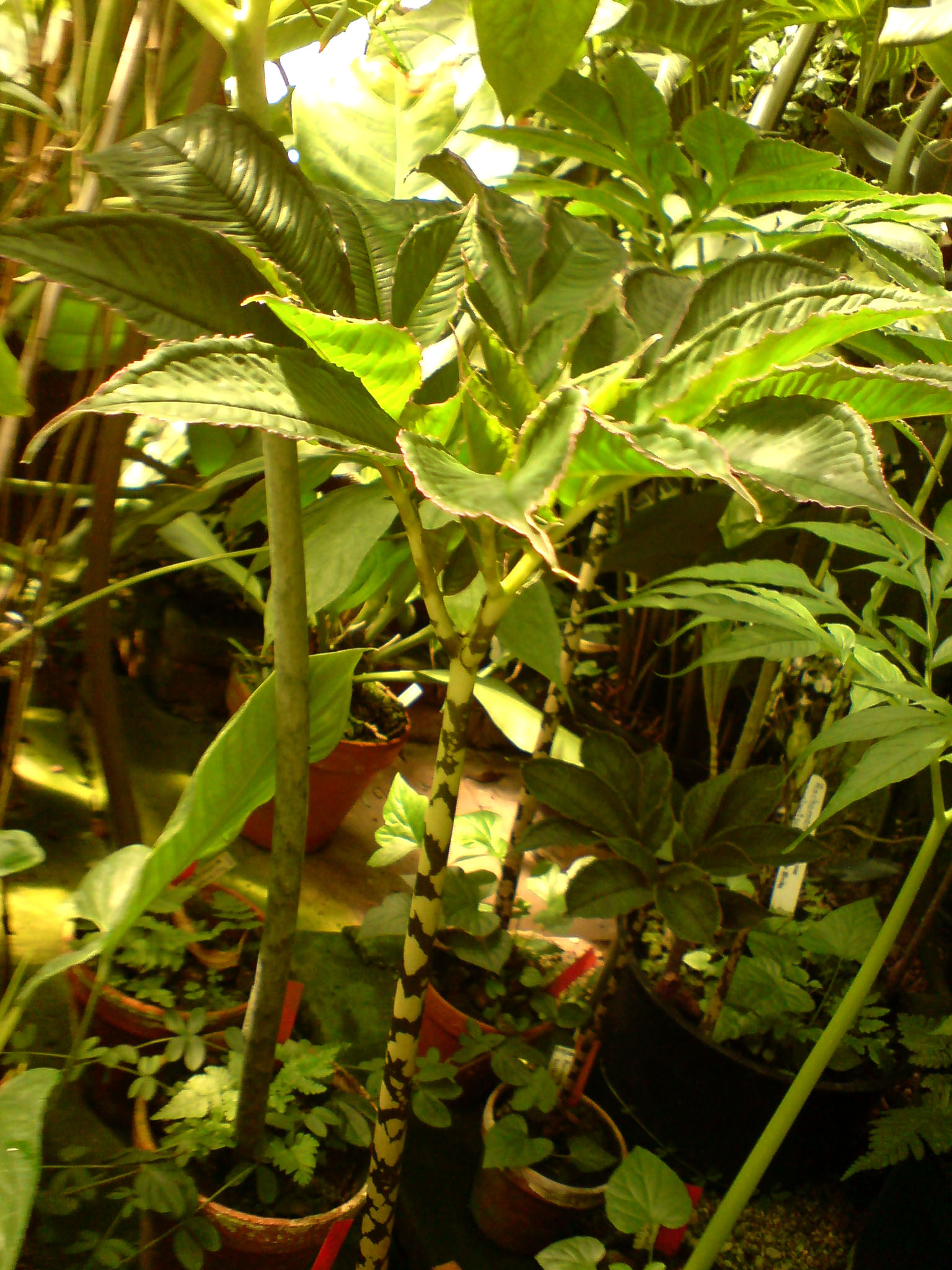
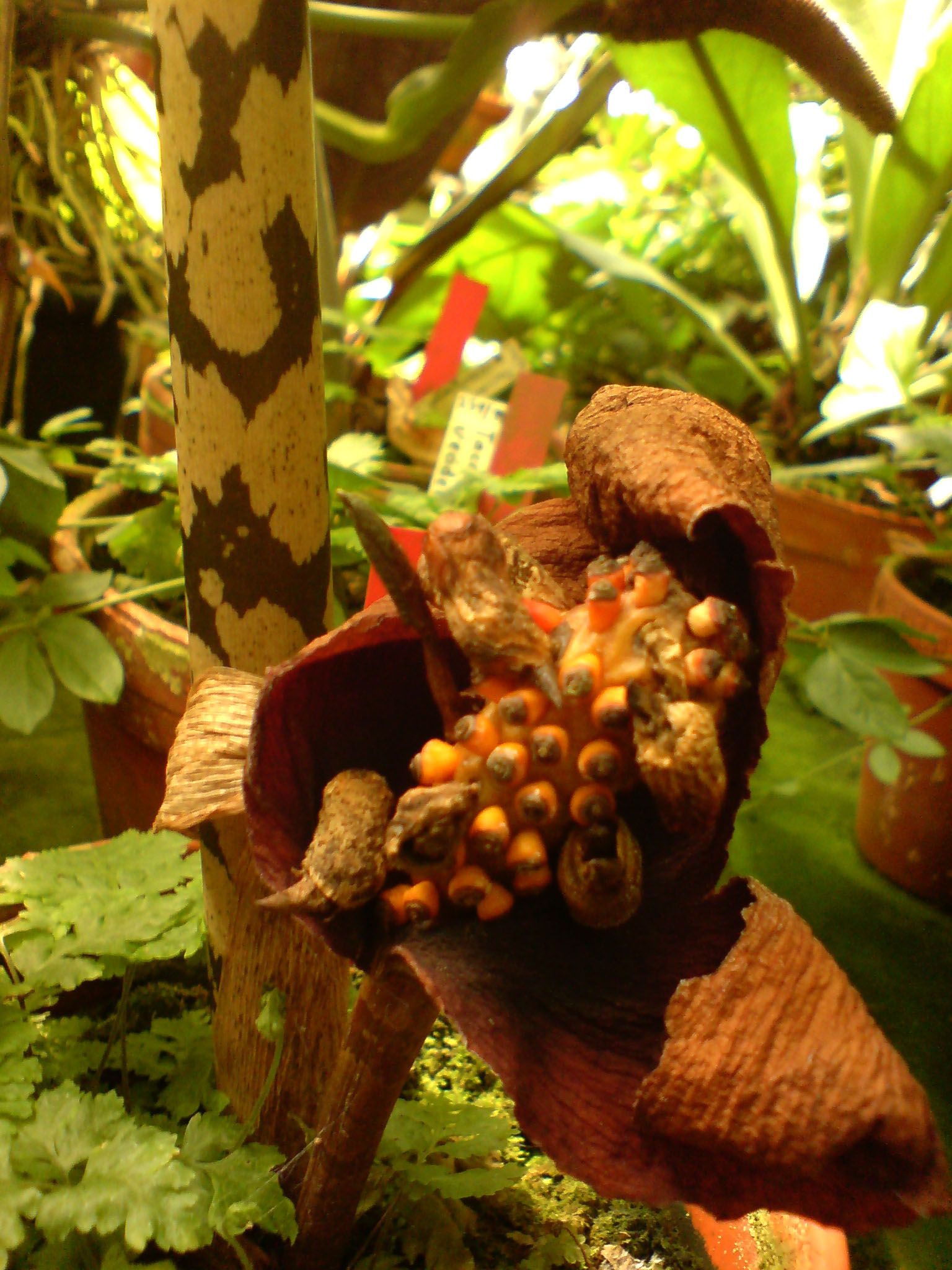
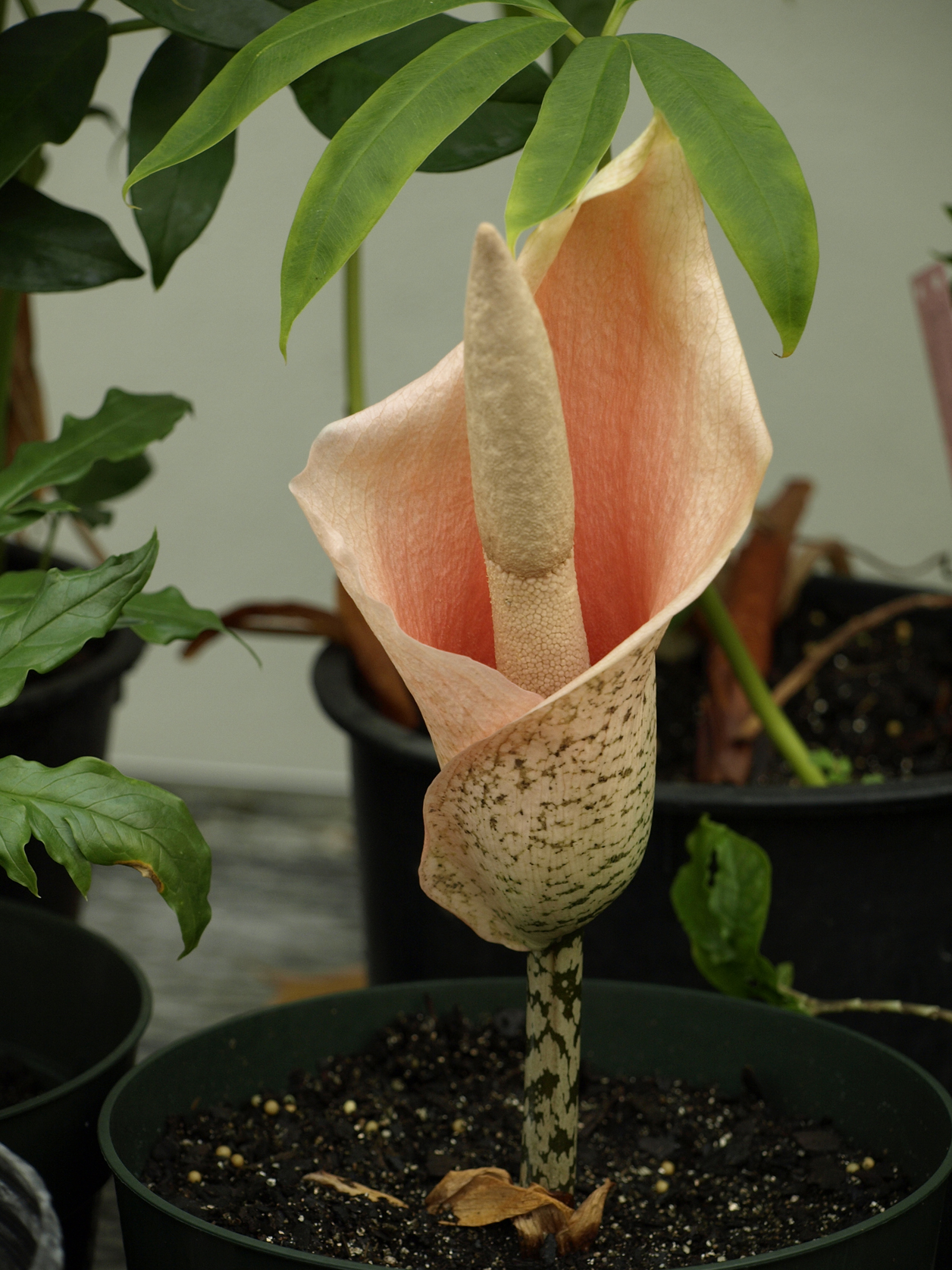